# Phare du Cap-Alright
Le phare du Cap-Alright aussi connu sous le nom de phare de l'Île-du-Havre-aux-Maisons ou phare de L'Échouerie est une installation côtière d'aide à la navigation située sur un cap escarpé de l'île du Havre aux Maisons des îles de la Madeleine au Québec (Canada). Construit en 1928, il est plus jeune (en excluant les reconstructions) et le plus petit phare de l'archipel. Il s'agit d'une petite tour carrée de forme pyramidale construite selon un modèle souvent utilisé au Canada. Il a été cité immeuble patrimonial par la municipalité des Les Îles-de-la-Madeleine. Il a été désigné phare patrimonial en 2015 par la commission des lieux et des monuments historiques du Canada.

## Histoire
Le phare a été construit en 1928. Il est le plus jeune phare original de l'île, en excluant les reconstructions. Il est cité par la municipalité des îles-de-la-Madeleine le 17 janvier 2006. En 2012, ce il a été acquis par Julie Snyder qui l'a ensuite restauré. Le phare est désigné phare patrimonial par le gouvernement canadien le 16 avril 2015. Elle le met en vente en 2025.

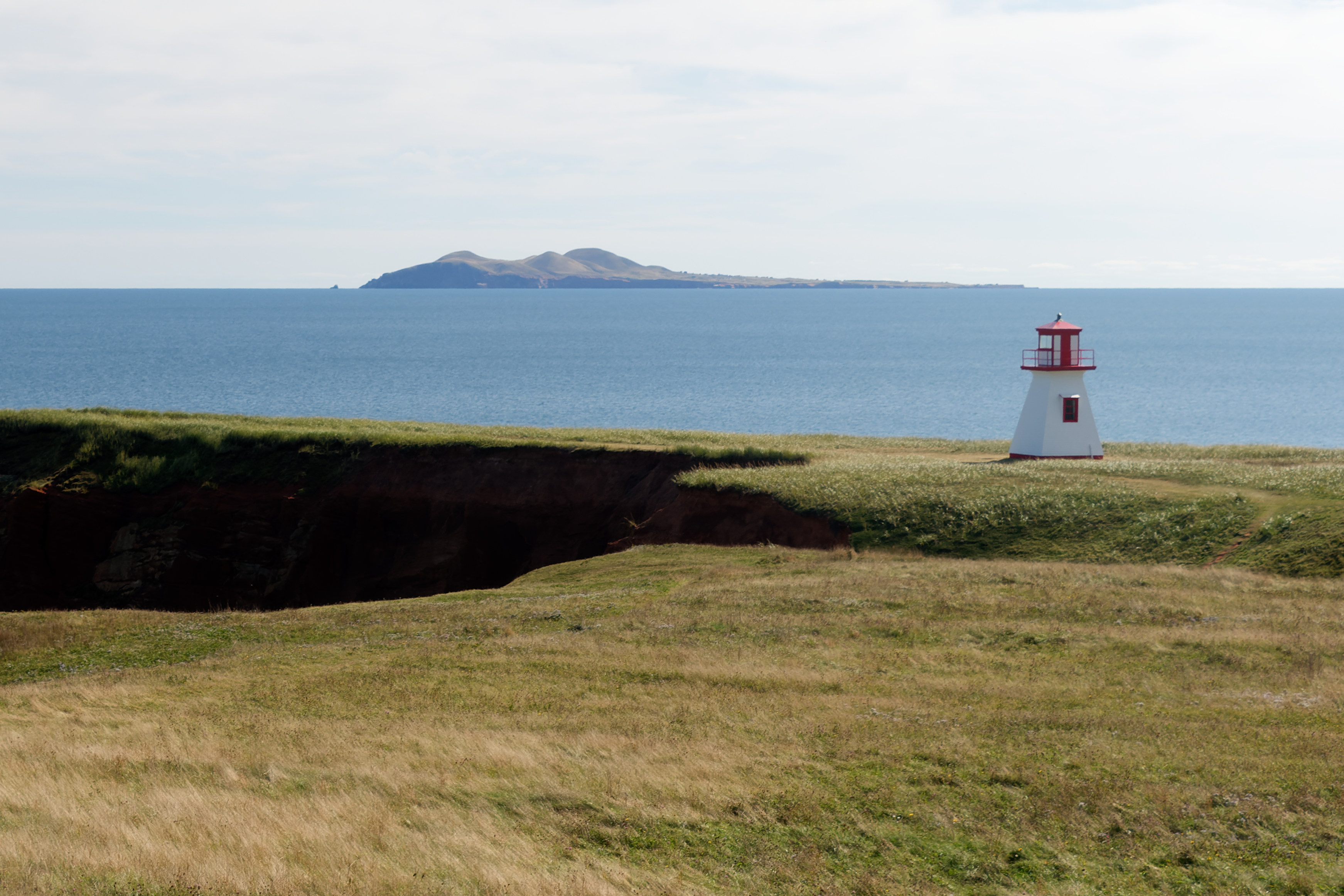